# Harry Seidel
Harry Seidel (* 2. April 1938 in Berlin; † 8. August 2020) war ein Bahnradsportler in der DDR und später Fluchthelfer. Nach dem Bau der Berliner Mauer verhalf er Ost-Berlinern zur Flucht nach West-Berlin, dabei war er an mehreren Fluchttunneln beteiligt. Das Oberste Gericht der DDR verurteilte ihn in einem Schauprozess zu lebenslanger Haft, nachdem ihn die Staatssicherheit am Ende eines Fluchttunnels festgenommen hatte. Nach etwa vier Jahren Haft kaufte ihn die Bundesrepublik Deutschland frei.

## Leben

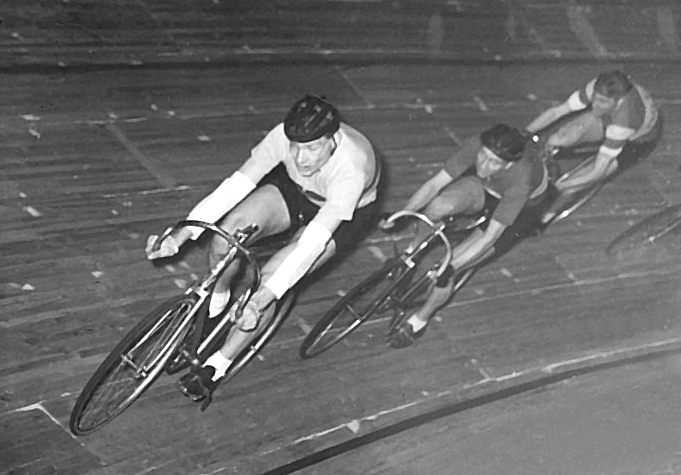
Harry Seidel als Radrennfahrer an zweiter Position beim „Großen Preis der Berliner Zeitung“ 1958

Harry Seidel wuchs in dem Stadtteil Prenzlauer Berg von Ost-Berlin auf. Wegen der für ihn unerträglich werdenden politischen Indoktrination verließ er die Schule nach der zehnten Klasse und absolvierte eine Lehre zum Elektroinstallateur. In seiner Jugend begann er mit dem Radsport. Er war im Verein Semper Berlin, später im SC Einheit Berlin aktiv. Neben der mehrfachen Berlin-Meisterschaft gewann er 1959 die DDR-Meisterschaft im Zweier-Mannschaftsfahren mit Rainer Pluskat und den dritten Platz in der 4000-Meter-Einerverfolgung. Er war Mitglied der DDR-Bahnradsport-Nationalmannschaft. Als erfolgreicher Sportler war er häufig in der Presse vertreten und wurde von der Staatspropaganda benutzt. 1960 wurde ihm die Teilnahme an den Olympischen Sommerspielen in Rom verweigert, obwohl er die nötige Qualifikation erfüllte. Seidel soll sich geweigert haben, Anabolika zu nehmen. In West-Berlin begann er erneut mit dem Radsport und startete für den Verein Grünweiß Berlin.
Der Austritt aus dem SC Einheit im April 1961 markierte das Ende seiner Karriere. Gleichzeitig kündigte er seine Arbeitsstelle und suchte eine neue Anstellung als Zeitungsfahrer in West-Berlin. Auf diesem Weg wollte er die Flucht seiner Frau Rotraut und seines jungen Sohns vorbereiten. Am Tag des Mauerbaus, dem 13. August 1961, war Seidel in Ost-Berlin. Er fand eine Stelle zur Flucht, kam aber am selben Tag wieder zu seiner Familie zurück. Noch in der gleichen Nacht floh er erneut, diesmal durch die Spree. Anfang September 1961 holte er seine Frau und seinen Sohn durch eine Lücke im Grenzzaun in der Kiefholzstraße in den Westen. In der Folge wurden seine Mutter und weitere Angehörige wegen der Flucht festgenommen und auch nach der Entlassung von der Staatssicherheit schikaniert.

### Fluchthilfe
Aufgrund der eigenen Erfahrungen und wegen der Bedrohungen seiner im Osten verbliebenen Familie beschloss Seidel, sich in der Fluchthilfe zu engagieren. Dafür schnitt er Löcher in den Grenzzaun und zerstörte Scheinwerfer an der Grenze. Im Dezember 1961 nahmen Sicherheitsorgane der DDR Seidel am Brandenburger Tor fest und verhörten ihn. Durch einen Sprung aus einem Fenster in acht Metern Höhe konnte er entkommen und in den Westen zurückkehren.
Nachdem die technischen Sicherungen der Grenze immer weiter verbessert worden waren und Fluchten erschwerten, versuchte sich Seidel im Januar 1962 an einem ersten Fluchttunnel in der Kiefholzstraße, der jedoch durch Wassereinbruch unbrauchbar wurde. Während der Arbeit als Zeitungsfahrer lernte er den Kioskbesitzer Fritz Wagner kennen, der als bezahlter Fluchthelfer arbeitete. Seidel schloss sich einem Tunnelprojekt Wagners an. Dabei kam ihm seine körperliche Verfassung als ehemaliger Spitzensportler zugute. Im Gegensatz zu Wagner handelte Seidel aus ideellen Motiven und nahm für seine Fluchthilfe kein Geld. In den gemeinsamen Projekten übernahm Seidel die Bauleitung und Wagner organisatorische Aufgaben. Die Gruppe bestand aus etwa 20 Männern.
Anfang 1962 war Seidel mit Fritz Wagner und Heinz Jercha an einem Tunnel in der Heidelberger Straße 75 beteiligt, durch den sie im März 1962 mehrfach Flüchtlinge schleusten. Jercha und Seidel trafen die Flüchtlinge auf der Ostseite und führten sie zum Tunneleingang. Wagner, Seidel und Jercha handelten aus unterschiedlichen Motiven und hintergingen sich gegenseitig. Während Seidel und Jercha mehr Schleusungen durchführten als Wagner bekannt war, nahm dieser mehr Geld von den Flüchtlingen, als er gegenüber Seidel angab. Die Staatssicherheit wusste von einem Ost-Berliner Inoffiziellen Mitarbeiter (IM), der sich Seidels Vertrauen sicherte, seit dem 24. März 1962 von dem Tunnel und ließ ihn überwachen. Für den 27. März hatte die Staatssicherheit den Zugriff geplant, bei dem der Tunnel zerstört und Seidel als Organisator festgenommen werden sollte. Im Verlauf der Aktion kam es zu einer Schießerei, bei der ein Querschläger Heinz Jercha in die Brust traf. Seidel und Jercha schafften den Weg zurück in den Westen, wo Jercha seinen Verletzungen erlag. Die Angabe über die Anzahl der gelungenen Fluchten schwankt zwischen 35 und 59. Meist waren die Flüchtlinge Angehörige der Tunnelbauer.
Im Mai 1962 begannen Seidel und Wagner an einem weiteren Tunnel in der Heidelberger Straße 28/29 zu arbeiten, den sie nach Warnungen durch den Verfassungsschutz jedoch aufgaben.
Am Pfingstwochenende – um den 31. Mai 1962 – grub Seidel zusammen mit anderen in Treptow einen Tunnel vom Keller der Gaststätte Heidelberger Krug auf West-Berliner Seite in den Keller eines Fotogeschäfts in der Elsenstraße auf der Ostseite. Durch dieses Bauwerk flohen am 11. Juni 1962 etwa 55 Personen. Anschließend entdeckten die Sicherheitsorgane der DDR den 75 Meter langen Fluchtweg, so dass dieser unbrauchbar wurde. Bauarbeiter fanden Teile des noch intakten Stollen 2004 bei Erdarbeiten. Eine 2006 in Anwesenheit von Seidel eingeweihte Gedenktafel erinnert an den Tunnel.
Im Juli 1962 versuchten sich Seidel und Wagner erneut an einem Tunnel in der Kiefholzstraße. Dabei arbeiteten sie mit der Gruppe um Hasso Herschel und der Girrmann-Gruppe, die aus Studenten der FU Berlin bestand, zusammen. Den Kontakt zwischen den Gruppen vermittelte ein Agent des Verfassungsschutzes. Beim Durchbruch des Tunnels am 7. August 1962 kam es zu Problemen. Die Datsche, in der der Einstieg zum Tunnel erfolgen sollte, war bewohnt und die Bewohner waren nicht an einer Flucht interessiert. Ein IM mit dem Decknamen „Hardy“ hatte den Plan im Vorfeld an das MfS verraten, das etwa 60 Fluchtwillige am gleichen Tag verhaftete. Derselbe IM verriet im Oktober 1962 auch das nächste Tunnelprojekt von Seidel und Wagner in der Heidelberger Straße. Nach dem Durchbruch, an dem sich die Girrmann-Gruppe ebenfalls beteiligte, und der Flucht zweier Ost-Berliner, griff die Staatssicherheit zu und verletzte einen der Tunnelbauer schwer.
Am 14. November 1962 geriet Seidel am Ende eines 70 Meter langen Tunnels, den er im Auftrag der West-Berliner CDU in Kleinmachnow mitgebaut hatte, in einen Hinterhalt des MfS. Durch den Tunnel sollte CDU-Mitgliedern des Ortsverbands, die im Osten waren, zur Flucht verholfen werden. Die bei ihm gefundene Schusswaffe benutzte er nicht. Da er diesen Tunnel nicht von Anfang an mit gebaut hat, spekulierte er später: „vielleicht war es eine Falle der Stasi, ich weiß es nicht“.

### Schauprozess

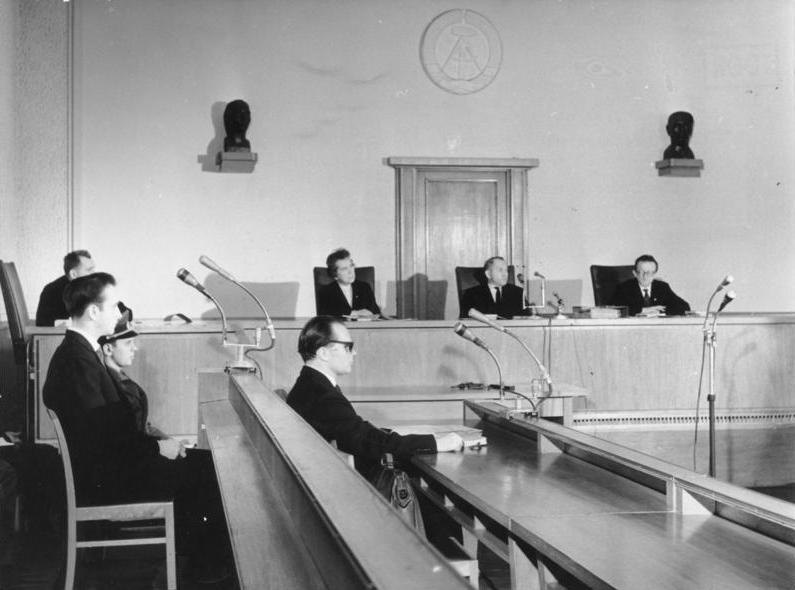
Harry Seidel 1962 während des Prozesses vor dem Obersten Gericht der DDR

Sechs Wochen nach Seidels Festnahme begann der Prozess vor dem Ersten Senat des Obersten Gerichts der DDR unter Führung des Richters Heinrich Toeplitz. Bei der dreitägigen Verhandlung stand ein systemtreuer Pflichtverteidiger an Seidels Seite. Die westliche Presse war nicht zugelassen. Stattdessen bestand das Publikum aus Angehörigen der Grenztruppen, Mitgliedern der SED und verdienten Angestellten Volkseigener Betrieb. Das Gericht befand Seidel mit Urteil vom 29. Dezember 1962 des fortgesetzten Verstoßes gegen das „Gesetz zum Schutze des Friedens“ und des Waffengesetzes für schuldig und verurteilte ihn zu einer lebenslangen Freiheitsstrafe.
Der Prozess war vom MfS als Schauprozess konzipiert worden. In einem internen „Vorschlag zur Durchführung eines Prozesses vor erweiterter Öffentlichkeit“ des MfS vom 26. November 1962 wurde unter anderem das Ziel beschrieben, „der Weltöffentlichkeit die Gefährlichkeit derartiger Aggressionshandlungen gegen die Grenzen der Deutschen Demokratischen Republik“ zu zeigen. Das bei der Verurteilung zum ersten Mal seit Jahren angewandte Gesetz von 1950 stammte aus der Hochzeit des Stalinismus. Es konnte durch seine allgemein gehaltenen Formulierungen gegen jeden angewandt werden und beinhaltete auch die Möglichkeit der Todesstrafe, die jedoch wegen des Schadens für das Ansehen der DDR ausgeschlossen wurde. Seidels Verurteilung sorgte weltweit für Proteste.
In der Urteilsbegründung verglich das Gericht die angeblich von der bundesdeutschen Regierung gesteuerten Taten Seidels mit den in den Nürnberger Prozessen abgehandelten Verbrechen und beschuldigte ihn, Vorbereitungen für einen Angriffskrieg unternommen zu haben. Dieses Vorgehen kritisierte die Internationale Juristenkommission in ihrem 1963 angefertigten Gutachten zu dem Urteil besonders, da die Fluchthilfe damit auf eine Stufe mit den Verbrechen des Nationalsozialismus gestellt wurde. Willy Brandt, damals Regierender Bürgermeister von Berlin, kommentierte das Verfahren mit: „Es gibt kein Wort, das genügen würde, um der Empörung über dieses Schandurteil der modernen Inquisition eines Unrechtsstaates Ausdruck zu verleihen.“

### Haft
Seidel saß die Haft erst im Gefängnis der Staatssicherheit in Hohenschönhausen und anschließend im Zuchthaus Brandenburg ab. Die Haftbedingungen beschrieb er als schlecht. Während seiner Haft organisierte Rotraut Seidel an der Mauer und weiteren öffentlichen Orten in Berlin Proteste für die Freilassung ihres Mannes. Am 14. September 1963 fuhr der indische Bürgerrechtler Tapeshwar N. Tutsi mit einem Ruderboot auf die Ost-Berliner Seite des Britzer Verbindungskanals. Er führte ein Plakat mit, auf dem er Freiheit für Seidel und andere politische Gefangene der DDR forderte. Gegen die Anschuldigung des Terrorismus, die nach der Verhaftung in der Presse der DDR erhoben wurde, erwiderte Rotraut Seidel, dass die Motivation ihres Mannes ausschließlich privat gewesen sei. Nachdem Seidel etwa vier Jahre in Haft war, wurde er von der deutschen Bundesregierung freigekauft und aus der Haft entlassen. Die Verhandlungen um den Handel waren mehrfach abgebrochen worden.

### Nach der Haft
Am 13. September 1966 kam Seidel nach West-Berlin. Dort brachte ihn der Schwede Carl-Gustaf Svingel, der Unterhändler für die SPD und die evangelische Kirche in Häftlingsfragen war, zunächst in seiner Villa Victoria unter und versteckte ihn anschließend vor der deutschen Presse in Schweden. Später kehrte Seidel nach West-Berlin zurück und arbeitete beim Senator für Inneres. Er war zuständig für die politisch und religiös Verfolgten des Nationalsozialismus.
Im Radsport war er nach seiner Haft wieder aktiv und gewann 1973 zusammen mit Burckhard Bremer, Roger Poulain und Peter Lindow die deutsche Meisterschaft im Mannschaftszeitfahren.
Das Fernsehmagazin Monitor der ARD organisierte im März 1990 nach dem Fall der Berliner Mauer ein Treffen zwischen Seidel und Toeplitz. In dem Gespräch bezeichnete Toeplitz sein Urteil als aus neuer Sicht nicht mehr „zeitgemäß“, ohne sich bei Seidel zu entschuldigen. Am 1. Dezember 1992 sagte er zusammen mit anderen Opfern der DDR-Diktatur vor der Enquete-Kommission zur „Aufarbeitung von Geschichte und Folgen der SED-Diktatur in Deutschland“ des deutschen Bundestages aus.

## Ehrungen
- 2012: Verdienstkreuz am Bande der Bundesrepublik Deutschland